# آنا أورليك
آنا أورليك مواليد 5 مارس 1993 في مينسك، هي لاعبة كرة مضرب بيلاروسية تلعب باليد اليمنى أعلى مركز لها في تصنيف رابطة محترفات كرة المضرب في الفردي كان 585. أعلى تصنيف لها في الفردي كان المركز الـ 585 في سنة 2009.

## روابط خارجية
- آنا أورليك على موقع رابطة محترفات التنس (الإنجليزية)
- آنا أورليك على موقع الاتحاد الدولي لكرة المضرب (الإنجليزية)
- آنا أورليك على موقع إي إس بي إن.كوم (الإنجليزية)